# Rhopilema esculentum
Rhopilema esculentum är en manetart som beskrevs av Kamakiche Kishinouye 1891. Rhopilema esculentum ingår i släktet Rhopilema och familjen Rhizostomatidae. Inga underarter finns listade i Catalogue of Life.

## Bildgalleri

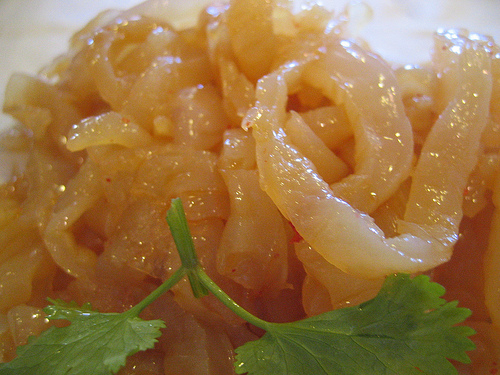
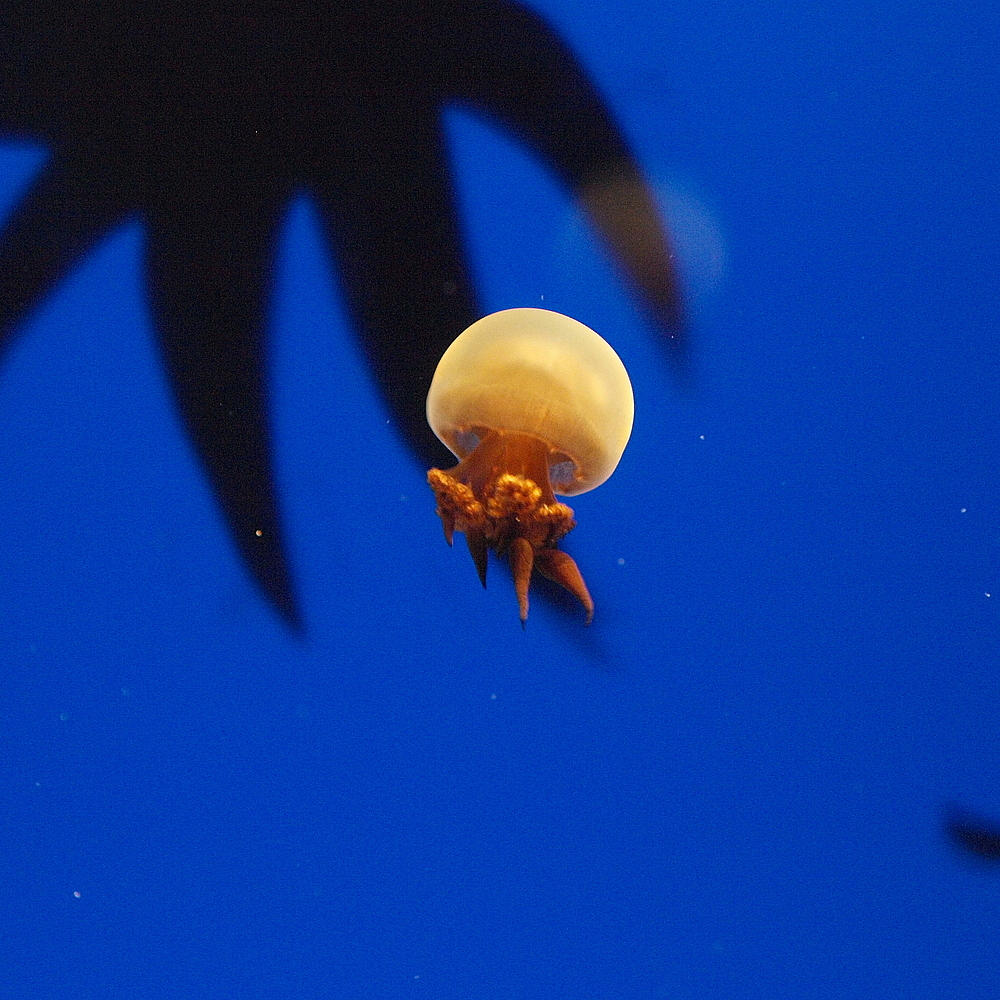